# Oliwier Bednarek
Oliwier Bednarek (ur. 17 marca 2003) – polski koszykarz, występujący na pozycjach silnego skrzydłowego lub środkowego, obecnie zawodnik Enea Basket Junior Poznań.

## Osiągnięcia
Stan na 18 grudnia 2020.
Drużynowe
- Mistrz Polski (2019)
- Brązowy medalista mistrzostw Polski (2020)
- Zdobywca:
  - Superpucharu Polski (2019)
  - Pucharu Polski (2020)[1]

Młodzieżowe
- Mistrz Polski młodzików (2017)
- MVP mistrzostw Polski młodzików (2017)